# ÖFB-Cup 2013-2014
La ÖFB-Cup 2013-2014, ufficialmente ÖFB-Samsung-Cup per motivi di sponsor, è stata la 79ª edizione della coppa nazionale di calcio austriaca. Iniziata il 12 luglio 2013, si è conclusa con la finale del 18 maggio 2014.
Il Salisburgo ha vinto il trofeo per la seconda volta nella sua storia.

## Formula
La formula è immutata rispetto alla stagione precedente. La competizione vede al via 64 formazioni, così suddivise: le 10 squadre di Bundesliga, 9 delle 10 formazioni di Erste Liga, 30 delle 48 squadre di Regionalliga e 15 club provenienti dai campionati regionali, fra i quali i 9 vincitori delle coppe regionali della stagione 2012-2013. Le squadre riserva non possono prendere parte alla ÖFB-Cup ed è per questo motivo che il Liefering, benché iscritto al campionato di Erste Liga e formalmente "indipendente", essendo sotto il controllo della Red Bull è stato escluso dalla coppa in quanto considerato dalla federazione alla stregua di un'emanazione diretta del Salisburgo.
Tutte le 64 squadre entrano in gioco nel primo turno e la competizione si articola su turni ad eliminazione diretta con gare di sola andata. Nel caso di un pareggio, vengono disputati i tempi supplementari e, persistendo il punteggio di parità, si procede alla battuta dei tiri di rigore. La finale, anch'essa in gara unica, sarà ospitata al Wörthersee Stadion di Klagenfurt il 18 maggio 2014.
La vincitrice dell'ÖFB-Cup 2013-2014 potrà partecipare all'Europa League 2014-2015, partendo dal terzo turno preliminare. Se la stessa squadra ottenesse anche il titolo di campione d'Austria e, quindi, il diritto a partecipare alla Champions League, il posto in Europa League sarebbe preso dalla finalista perdente e, se anche questa squadra risultasse già qualificata all'Europa League via campionato, l'ultimo posto disponibile per la competizione verrebbe assegnato alla 4ª classificata della Bundesliga.

## Squadre partecipanti

### Österreichische Fußball-Bundesliga

#### Le 10 squadre di Bundesliga
- Admira Wacker M.
- Austria Vienna
- Grödig
- Rapid Vienna
- Ried
- Salisburgo
- Sturm Graz
- Wacker Innsbruck
- Wiener Neustadt
- Wolfsberger

#### Erste Liga
- Altach
- Austria Lustenau
- First Vienna
- Hartberg
- Horn
- Mattersburg
- Parndorf
- Kapfenberger
- St. Pölten

### Regionalliga
- LASK
- Blau-Weiß Linz
- Oberwart
- Stegersbach
- SAK Klagenfurt
- Austria Klagenfurt
- Amstetten
- Ober-Grafendorf
- Retz
- Sollenau
- FC Pasching
- Union St. Florian
- Union Vöcklamarkt
- Neumarkt/Wallersee
- St. Johann[1]
- Seekirchen
- Wals-Grünau
- Allerheiligen
- Leoben
- Gratkorn
- Kalsdorf
- Schwaz
- WSG Swarovski Tirol
- Bregenz
- Dornbirn
- Hard
- Floridsdorfer
- Schwechat
- Wiener SK
- Viktoria Vienna

### Campionati regionali

#### Campionati
- St. Veit ( Carinzia - KFV)
- Pinkafeld ( Burgenland - BFV)
- Bad Vöslau ( Bassa Austria - NÖFV)
- Mannsdorf ( Bassa Austria - NÖFV)
- Lankowitz ( Stiria - StFV)
- Kitzbühel ( Tirolo - TFV)

#### Vincitori delle coppe regionali
- Draßburg[2]  ( Burgenland - BFV)
- Villacher SV ( Carinzia - KFV)
- Leopoldsdorf ( Bassa Austria - NÖFV)
- Vorwärts Steyr ( Alta Austria - OÖFV)
- Austria Salisburgo ( Salisburghese - SFV)
- Lafnitz ( Stiria - StFV)
- Kufstein ( Tirolo - TFV)
- Dornbiner  SV[3] ( Vorarlberg - VFV)
- Team Wiener Linien ( Vienna - WFV)

## Primo turno
Il sorteggio si è svolto il 1º luglio 2013.
| Squadra 1          | Risultato        | Squadra 2           |
| ------------------ | ---------------- | ------------------- |
| 12 luglio 2013     |                  |                     |
| Salzburger AK      | 3 – 1            | Union Vöcklamarkt   |
| Ober-Grafendorf    | 2 – 5            | Amstetten           |
| Blau-Weiß Linz     | 1 – 5            | Mattersburg         |
| Leoben             | 2 – 3            | Kapfenberger        |
| Dornbirn           | 1 – 2            | First Vienna        |
| Leopoldsdorf       | 1 – 2 (dts)      | Parndorf            |
| Floridsdorfer      | 3 – 1            | Kufstein            |
| Wals-Grünau        | 1 – 2            | St. Pölten          |
| Lafnitz            | 0 – 4            | Altach              |
| Seekirchen         | 0 – 2            | Admira Wacker M.    |
| Bregenz            | 0 – 4            | Ried                |
| Sollenau           | 1 – 1 (5-4 dcr)  | Wiener SK           |
| Oberwart           | 0 – 3            | Austria Vienna      |
| Schwechat          | 0 – 3            | Kalsdorf            |
| 13 luglio 2013     |                  |                     |
| Pinkafeld          | 4 – 2 (dts)      | Neumarkt/Wallersee  |
| Austria Salisburgo | 0 – 0 (7-6 dcr)  | Grödig              |
| Bad Vöslau         | 2 – 3            | Hartberg            |
| Dornbiner SV       | 1 – 0            | Kitzbühel           |
| Austria Klagenfurt | 3 – 2            | Viktoria Vienna     |
| Draßburg           | 0 – 3            | Wiener Neustadt     |
| Hard               | 1 – 3            | Horn                |
| Villacher SV       | 4 – 4 (10-9 dcr) | WSG Swarovski Tirol |
| Schwaz             | 0 – 3            | Wolfsberger         |
| St. Veit           | 1 – 5            | Lankowitz           |
| Retz               | 0 – 0 (2-4 dcr)  | Vorwärts Steyr      |
| St. Johann         | 0 – 5            | FC Pasching         |
| Team Wiener Linien | 0 – 5            | Sturm Graz          |
| Mannsdorf          | 1 – 0 (dts)      | Gratkorn            |
| Stegersbach        | 0 – 2            | Austria Lustenau    |
| 14 luglio 2013     |                  |                     |
| LASK               | 0 – 0 (5-4 dcr)  | Rapid Vienna        |
| Allerheiligen      | 1 – 4            | Wacker Innsbruck    |
| Union St. Florian  | 0 – 9            | Salisburgo          |

## Secondo turno
Il sorteggio si è svolto il 6 agosto 2013. Le partite sono state disputate tra il 23 e il 25 settembre 2013.
| Squadra 1          | Risultato       | Squadra 2        |
| ------------------ | --------------- | ---------------- |
| 23 settembre 2013  |                 |                  |
| SAK Klagenfurt     | 4 – 2 (dts)     | Hartberg         |
| LASK               | 3 – 4           | St. Pölten       |
| Villacher SV       | 0 – 3           | Kapfenberger     |
| 24 settembre 2013  |                 |                  |
| Austria Salisburgo | 1 – 1 (2-4 dcr) | Mattersburg      |
| Austria Klagenfurt | 0 – 2           | Parndorf         |
| Kalsdorf           | 2 – 1           | Austria Vienna   |
| Vorwärts Steyr     | 1 – 2           | Austria Lustenau |
| Sollenau           | 0 – 4           | First Vienna     |
| Amstetten          | 2 – 1           | Altach           |
| Mannsdorf          | 4 – 6 (dts)     | Horn             |
| FC Pasching        | 2 – 1           | Wacker Innsbruck |
| 25 settembre 2013  |                 |                  |
| Lankowitz          | 1 – 1 (5-6 dcr) | Salisburgo       |
| Floridsdorfer      | 0 – 0 (5-6 dcr) | Admira Wacker M. |
| Pinkafeld          | 1 – 4           | Wolfsberger      |
| Dornbiner SV       | 0 – 2           | Ried             |
| Sturm Graz         | 3 – 0           | Wiener Neustadt  |

## Ottavi di finale
Il sorteggio è stato effettuato il 29 settembre 2013. Le partite sono state disputate tra il 28 e il 30 ottobre 2013.
| Squadra 1        | Risultato   | Squadra 2    |
| ---------------- | ----------- | ------------ |
| 28 ottobre 2013  |             |              |
| Kalsdorf         | 0 – 4       | St. Pölten   |
| Horn             | 5 – 4       | Parndorf     |
| 29 ottobre 2013  |             |              |
| SAK Klagenfurt   | 0 – 1       | Ried         |
| FC Pasching      | 2 – 4 (dts) | Wolfsberger  |
| Admira Wacker M. | 3 – 1       | First Vienna |
| Amstetten        | 2 – 0       | Mattersburg  |
| 30 ottobre 2013  |             |              |
| Austria Lustenau | 0 – 4       | Sturm Graz   |
| Kapfenberger     | 1 – 7       | Salisburgo   |

## Quarti di finale
Le partite sono state disputate tra l'8 e 16 aprile 2014.
| Squadra 1        | Risultato | Squadra 2  |
| ---------------- | --------- | ---------- |
| 8 aprile 2014    |           |            |
| Admira Wacker M. | 0 – 1     | Sturm Graz |
| 15 aprile 2014   |           |            |
| Ried             | 1 – 2     | St. Pölten |
| Horn             | 2 – 0     | Amstetten  |
| 16 aprile 2014   |           |            |
| Wolfsberger      | 0 – 6     | Salisburgo |

## Semifinali
Le partite sono state disputate il 7 maggio 2014. Il sorteggio si è tenuto il 20 aprile 2014.
| Squadra 1     | Risultato   | Squadra 2  |
| ------------- | ----------- | ---------- |
| 7 maggio 2014 |             |            |
| St. Pölten    | 1 – 0 (dts) | Sturm Graz |
| Horn          | 0 – 7       | Salisburgo |

## Finale
| Arbitro: | Dintar |

|                                              |           |                              |
| Klein 35’ Kampl 41’ Jonathan Soriano 63’ 67’ | Marcatori | 40’ Velasco Fariñas 69’ Noel |

### Formazioni
| Salisburgo     |    |                     |     |
|                |    |                     |     |
| POR            | 31 | Péter Gulácsi       |     |
| DIF            | 5  | André Ramalho Silva |     |
| DIF            | 6  | Christian Schwegler |     |
| TD             | 8  | Florian Klein       |     |
| CEN            | 13 | Stefan Ilsanker     |     |
| DIF            | 17 | Andreas Ulmer       |     |
| CEN            | 24 | Christoph Leitgeb   | 77’ |
| ATT            | 26 | Jonathan Soriano    | 87’ |
| ATT            | 27 | Alan                | 58’ |
| DIF            | 36 | Martin Hinteregger  |     |
| CEN            | 44 | Kevin Kampl         |     |
| A disposizione |    |                     |     |
| POR            | 33 | Alexander Walke     |     |
| TRQ            | 11 | Marco Meilinger     |     |
| CEN            | 14 | Valon Berisha       | 58’ |
| DIF            | 15 | Franz Schiemer      |     |
| CEN            | 22 | Stefan Hierländer   | 77’ |
| ATT            | 23 | Robert Žulj         | 87’ |
| TRQ            | 37 | Valentino Lazaro    |     |
| Allenatore:    |    |                     |     |
| Roger Schmidt  |    |                     |     |

| St. Pölten         |    |                         |     |     |
|                    |    |                         |     |     |
| POR                | 40 | Patrick Kostner         |     |     |
| CEN                | 4  | Peter Brandl            | 32’ |     |
| DIF                | 5  | Tomasz Wisio            | 85’ |     |
| CEN                | 7  | Konstantin Kerschbaumer | 48’ | 80’ |
| ATT                | 9  | Mirnel Sadović          |     |     |
| CEN                | 10 | Velasco Fariñas         |     |     |
| CEN                | 11 | Dominik Hofbauer        |     |     |
| DIF                | 12 | Bernhard Fucik          | 53’ |     |
| TRQ                | 15 | Martin Grasegger        | 54’ |     |
| DIF                | 23 | Marcel Holzmann         |     |     |
| DIF                | 25 | Andreas Dober           |     |     |
| A disposizione:    |    |                         |     |     |
| POR                | 32 | Lukas Schwaiger         |     |     |
| DIF                | 3  | Michael Huber           |     |     |
| CEN                | 8  | Michael Ambichl         |     |     |
| ATT                | 16 | Gary Noel               | 53’ |     |
| CEN                | 20 | Lukas Kragl             | 32’ |     |
| ATT                | 21 | Jannick Schibany        |     |     |
| CEN                | 22 | Osman Bozkurt           | 80’ |     |
| Allenatore:        |    |                         |     |     |
| Gerald Baumgartner |    |                         |     |     |

## Classifica marcatori[9]
| Gol | Rigori |  | Giocatore              | Squadra          |
| --- | ------ |  | ---------------------- | ---------------- |
| 6   |        |  | Alan                   | Salisburgo       |
| 5   |        |  | Jonathan Soriano       | Salisburgo       |
| 5   |        |  | Sadio Mané             | Salisburgo       |
| 4   |        |  | Diego Rottensteiner    | Lankowitz        |
| 4   |        |  | Günter Friesenbichler  | Hartberg         |
| 4   |        |  | Emir Dilic             | Horn             |
| 4   |        |  | Davorin Kablar         | FC Pasching      |
| 4   |        |  | Mario Holzer           | Amstetten        |
| 4   |        |  | Daniel Offenbacher     | Sturm Graz       |
| 3   |        |  | Robert Žulj            | Salisburgo       |
| 3   |        |  | Michael Frantsich      | Mannsdorf        |
| 3   |        |  | Marco Sahanek          | Horn             |
| 3   |        |  | Jannick Schibany       | St. Pölten       |
| 3   |        |  | Christopher Wernitznig | Wacker Innsbruck |
| 3   |        |  | Ibrahim Bingöl         | Kapfenberger     |
| 3   |        |  | Aleksandar Djordjevic  | Horn             |
| 3   |        |  | Valon Berisha          | Salisburgo       |
| 3   |        |  | Osman Bozkurt          | St. Pölten       |